# Ingulf Nossek
Ingulf Nossek (* 14. Februar 1944 in Budweis; † 19. Juli 1999) war ein deutscher Wasserballspieler.

## Karriere
Ingulf Nossek spielte ab 1960 Wasserball als Leistungssport. Er war zunächst für den SSV Esslingen aktiv und wechselte später zum SV 91 Kamen.
Mit der deutschen Nationalmannschaft belegte er bei der Europameisterschaft 1966 den siebten Platz. Im Spiel gegen die Niederlande um den siebten Platz erzielte Nossek den Treffer zum Endstand von 4:3. Vier Jahre später wurde die deutsche Mannschaft auch bei der Europameisterschaft 1970 Siebte. Beim 5:3 gegen Spanien im Spiel um den siebten Platz war Nossek zweimal als Torschütze erfolgreich.
Bei den Olympischen Spielen 1972 belegte die deutsche Mannschaft in der Vorrunde den zweiten Platz hinter den Ungarn, wobei der direkte Vergleich 3:3 ausging. In der Finalrunde spielte das deutsche Team zweimal Unentschieden und verlor zweimal. Wegen der besseren Tordifferenz wurden die Deutschen Vierte vor den Jugoslawen. Nossek war in allen acht Partien dabei und erzielte in jeder Partie ein Tor, nur im Vorrundenspiel gegen die Griechen traf er viermal.
Insgesamt wirkte Ingulf Nossek in 125 Länderspielen mit. Nach seiner Aktivenzeit kehrte der ausgebildete Sportlehrer als Trainer zum SSV Esslingen zurück. 1999 starb er nach einem Herzinfarkt auf einer Radtour. Er erlebte nicht mehr mit, dass sein Sohn Heiko Nossek zweimal an Olympischen Spielen teilnahm.